# Luc Nilis
Luc Nilis, né le 25 mai 1967 à Hasselt, est un ancien footballeur belge. Il est actuellement l'entraîneur des attaquants au Patro Eisden (Challenger Pro League). Surnommé Lucky Luc, Nilis évoluait au poste d'attaquant, menant son mètre quatre-vingt-trois sur nombre de terrains européens pendant 16 années de professionnalisme. 
Il est le fils de Roger Nilis, ancien joueur professionnel à Saint-Trond VV dans les années 1960, et le père de Arne Nilis, attaquant formé à Genk et au PSV.  

## Biographie

### En club
Nilis commence le football en 1973 au FC Halveweg à Zonhoven, quartier dans lequel il grandit. En 1980, il est reperé par le FC Winterslag pensionnaire de division 2, ou il fera ses débuts professionnels en 1984. En deux saisons, il participe à 47 rencontres et inscrit 16 buts pour le compte du futur KRC Genk.
En 1986, Nilis effectue le grand saut et débarque chez le champion en titre, le RSC Anderlecht. À cette époque, le club bruxellois est un grand d'Europe sortant d'une brillante saison en Ligue des champions. Dans la capitale, il trouve une équipe de stars avec notamment Georges Grün, Morten Olsen, Vicenzo Scifo, Erwin Vandenbergh, et Franky Vercauteren. Les années anderlechtoises furent fastes en titres, en remportant les lauriers en championnat en 1987, 1991, 1992 et 1994 et en remportant à trois reprises la Coupe de Belgique (1988, 1989, 1994). Au niveau européen, les quarts de finale de Ligue des champions en 1987 et 1988, ainsi que la finale de Coupe des coupes en 1990 sont les faits marquants de cette période. Durant ces 8 années, le limbourgeois participa à 224 rencontres sous le maillot mauve, et planta 127 roses, servi et entouré par de nombreux joueurs de talents : Pär Zetterberg, Luis Oliveira, Marc Degryse, et parmi d'autres Philippe Albert.
Le PSV Eindhoven d'Aad de Mos recrute l'attaquant en 1994. Au Philips Stadion, il côtoie quelques-uns des plus grands attaquants de leur génération : Eidur Gudjohnsen, Ruud van Nistelrooy et le brésilien Ronaldo. En front de bandière, il affronte également une concurrence belgo-belge, avec les recrutements des deux souliers d'or Gilles de Bilde et Marc Degryse. Malgré cette forte concurrence, la période hollandaise (6 saisons) de Lucky Luc fut également couronnée de succès. Il prit part à 164 matchs et marqua à 110 reprises, remportant le titre de joueur de l'année en 1995, et le titre honorifique de meilleur buteur de Eredivisie en 1996 et 1997. Son association à la pointe de la phalange brabançonne avec Ruud van Nistelrooy lors des saisons 1998-1999 et 1999-2000, fut particulièrement prolifique, le duo faisant trembler les filets à 55 puis à 48 reprises lors de la dernière saison de Nilis au PSV. Nilis participa à la conquête du titre de Eredivisie en 1997 et 2000, et à la victoire en Amstelcup en 1996.
En 2000-01, Luc Nilis traverse la Manche et est transféré à Aston Villa. Il ne portera qu'à 3 reprises le maillot des Villans. En effet, le 9 septembre 2000, lors d'un choc avec Richard Wright, gardien d'Ipswich Town, il est victime d'une double fracture complexe à la base du genou. En janvier 2001, le club d'Aston Villa annonce que le joueur est contraint de mettre un terme à sa carrière. Dans une interview donnée au journal The Athletic, il déclare que les complications liées à sa blessure l'ont quasiment mené à l'amputation, et que sa fin de carrière l'a plongé dans la dépression. 

### En sélection
Au niveau international, l'attaquant fut sélectionné en équipe de Belgique à 56 reprises et marqua 10 buts pour la Belgique. Marquant aisément en club, il dut cependant attendre sa 24e sélection pour ouvrir son compteur-buts sous le maillot belge. Avec les Diables, Lucky Luc prit part à la Coupe du monde 1994 aux États-Unis, à la Coupe du monde 1998 en France (inscrivant un but contre la Corée du sud) et à l’Euro 2000 coorganisé par la Belgique et les Pays-Bas.

### L'après-carrière
Malgré la fin brutale de sa carrière en 2001 (à la suite d'un contact avec Richard Wright ayant pour conséquence une double fracture de la jambe), Nilis a persévéré dans le monde du football. 
De 2004 à 2005, il occupe le poste de directeur technique du K Beringen Heusden-Zolder SK.  L'ancien attaquant traverse alors une véritable descente aux enfers (jeux, divorce), mais finit par remonter la pente. En février 2006, il intègre le club du PSV Eindhoven en tant que recruteur, puis intègre en parallèle le staff de Fred Rutten à partir de juillet 2007. Il collabore avec les différents entraineurs jusqu'en juin 2010. 
En février 2011, il quitte le club néerlandais à destination de la Turquie, pour devenir assistant de Fuat Capa à Kasimpasa. L'aventure ne dure que trois mois, mais Nilis rebondit en suivant Capa à Gençlerbirligi. 
En juillet 2013, Nilis rentre en Belgique et prend le chemin de Hasselt, où il devient entraineur des attaquants. L'histoire ne dure cependant qu'un an. 
Il retourne au PSV Eindhoven début 2015, et entraine les attaquants durant 3 ans, avant de partir deux saisons à Venlo en tant qu'adjoint. Il tente ensuite l'aventure à Ankara comme adjoint en septembre 2020, mais l'aventure tourne court. Luc Nilis rejoint alors le staff de la sélection jordanienne, dirigée par Vital Borkelmans. Mais le sélectionneur démissionne en juin 2021, avec l'intégralité de son staff. 
Luc Nilis connait alors sa première expérience en tant que T1 en prenant les commandes du Belisia Bilzen, mais les deux parties se séparent en décembre 2022. Nilis entrainait en parallèle les attaquants du Jong Genk depuis mars 2022, et reste à ce poste jusqu'en juin 2023.
En juillet 2023, il intègre le staff de Stijn Stijnen au Patro Eisden, en tant qu'entraîneur des attaquants. 

## Palmarès

### En club
- Champion de Belgique en 1987, en 1991, en 1993 et en 1994 avec le RSC Anderlecht[17]
- Champion des Pays-Bas en 1997 et en 2000 avec le PSV Eindhoven[18]
- Vainqueur de la Coupe de Belgique en 1988, en 1989 et en 1994 avec le RSC Anderlecht
- Vainqueur de la Coupe des Pays-Bas en 1996 avec le PSV Eindhoven
- Vainqueur de la Supercoupe de Belgique en 1987 et en 1993 avec le RSC Anderlecht
- Vainqueur de la Supercoupe des Pays-Bas en 1996, en 1997 et en 1998 avec le PSV Eindhoven
- Finaliste de la Coupe des Coupes en 1990 avec le RSC Anderlecht
- Vice-champion des Pays-Bas en 1996 et en 1998 avec le PSV Eindhoven
- Finaliste de la Coupe des Pays-Bas en 1998 avec le PSV Eindhoven

### EnÉquipe de Belgique
- 56 sélections et 10 buts entre 1988 et 2000
- Participation à la Coupe du Monde en 1994 (1/8 de finaliste) et en 1998 (Premier Tour)
- Participation au  Championnat d'Europe des Nations en 2000 (Premier Tour)

### Distinctions individuelles
- Meilleur buteur d'Eredivisie en 1996 (21 buts) et en 1997 (21 buts)[19],[20]
- Élu joueur de l'année d'Eredivisie en 1995[21]
- Élu meilleur footballeur belge en 1996[22]